# 12999 Toruń
12999 Toruń eller 1981 QJ2 är en asteroid i huvudbältet som upptäcktes den 30 augusti 1981 av den amerikanske astronomen Edward L.G. Bowell vid Anderson Mesa Station. Den är uppkallad efter den polska staden Toruń.
Asteroiden har en diameter på ungefär 4 kilometer och den tillhör asteroidgruppen Levin.